# اچ‌ام‌اس هورنت (۱۸۵۴)
اچ‌ام‌اس هورنت (۱۸۵۴) (به انگلیسی: HMS Hornet (1854)) یک کشتی بود که طول آن ۱۶۰ فوت (۴۹ متر) بود. این کشتی در سال ۱۸۵۴ ساخته شد.